# Kinloch Laggan
Kinloch Laggan är en by i Highland i Skottland. Byn är belägen 17,5 km 
från Newtonmore. Orten har 79 invånare (2011).